# Estadounidenses canarios
Los estadounidenses canarios (en inglés: Canarian Americans) son estadounidenses que tienen ascendencia de las Islas Canarias, España. Forman parte de la inmigración española en Estados Unidos. La mayoría de ellos son descendientes de colonos que llegaron a las colonias españolas en lo que actualmente es Estados Unidos durante el siglo XVIII. Los primeros canarios emigraron a la Florida española en 1569, y fueron seguidos por otros, asentándose en los estados actuales de Florida, Luisiana y Texas, encontrándose, por tanto, entre los primeros colonos de los Estados Unidos modernos.

## Cultura
Las comunidades isleñas en Luisiana han mantenido vivo el folclore musical español y baladas de romance canario, décima y canciones líricas de sus antepasados. También conservan en sus tradiciones orales una gran variedad de canciones, canciones de cuna, acertijos, proverbios y cuentos populares, y todavía usan nombres comunes canarios para numerosos animales, incluidos pájaros, peces y reptiles, así como insectos y árboles.